# Hylocharis (ptaki)
Hylocharis – rodzaj ptaków z podrodziny kolibrów (Trochilinae) w rodzinie kolibrowatych (Trochilidae).

## Zasięg występowania
Rodzaj obejmuje gatunki występujące w Ameryce Południowej – w Ekwadorze, Peru, Kolumbii, Wenezueli, Gujanie, Surinamie, Gujanie Francuskiej, Brazylii, Boliwii, Paragwaju, Argentynie i Urugwaju.

## Morfologia
Długość ciała 8–10 cm; masa ciała 3,9–5 g.

## Systematyka

### Etymologia
- Hylocharis: gr. ὑλη hulē „teren lesisty, las”; χαρις kharis, χαριτος kharitos „wdzięk, piękno”, od χαιρω khairō „radować się”[5].
- Sapphironia: epitet gatunkowy Trochilus sapphirinus J.F. Gmelin, 1788[6]; łac. sapphirinus „szafirowy, z szafiru”, od gr. σαπφειρινος sappheirinos „szafirowy”, od σαπφειρος sappheiros „szafir”[7]. Gatunek typowy: Trochilus sapphirinus J.F. Gmelin, 1788.

### Podział systematyczny
Do rodzaju należą następujące gatunki:
- Hylocharis sapphirina (J.F. Gmelin, 1788) – szafirek rdzawobrody
- Hylocharis chrysura (Shaw, 1812) – szafirek złotawy